# Centrotoclytus speciosus
Centrotoclytus speciosus là một loài bọ cánh cứng trong họ Cerambycidae.